# MAICCA〜まいっか
「MAICCA〜まいっか」は、EAST END×YURIの2枚目のシングル。1995年2月13日発売。

## 概要
デビュー曲である「DA.YO.NE」と共にEAST END×YURIの代表作である。オリコン調べでは、自身最大のセールスを記録した。なお、前作に続きミリオンセラーを達成し、オリコンチャート史上初となる、デビューから2作連続でのミリオンセラーを記録した。

## 収録曲
1. MAICCA〜まいっか (4:59)
（作詞：GAKU-MC　作曲：YOGGY）
テレビ朝日系ドラマ『さんかくはぁと』主題歌
2. GROOVIN' –remix– (4:58)
（作詞：GAKU-MC　作曲：YOGGY）
3. MAICCA〜まいっか –backing track– (4:59)